# Estoril Open (Golf)

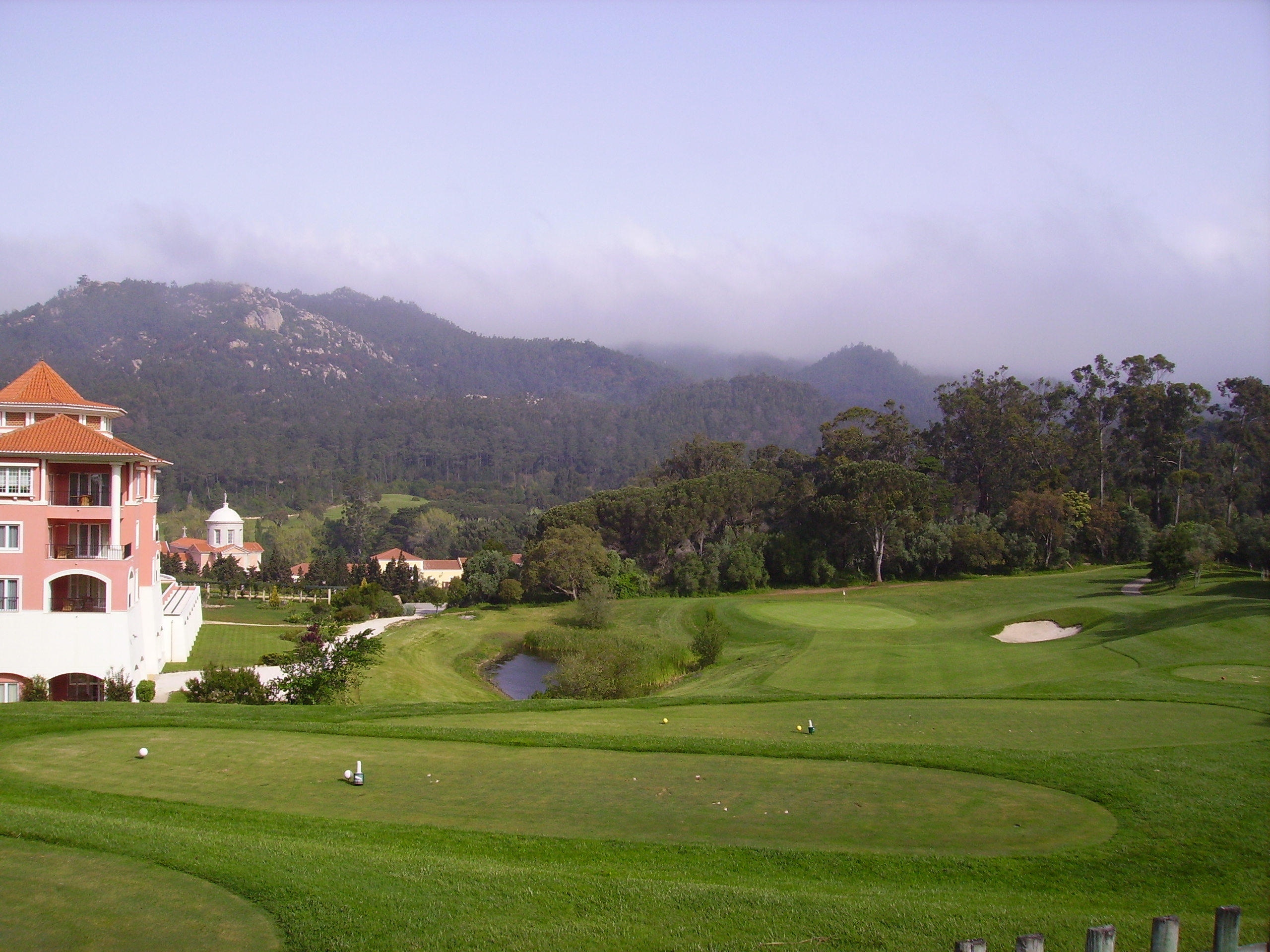
Golfresort Penha Longa

Die Estoril Open waren ein Golfturnier. Es wurde vom 15. bis 18. April 1999 im Rahmen der PGA European Tour in dem Golfresort Penha Longa in São Pedro de Penaferrim (Kreis Sintra) ausgetragen. Sieger wurde der Franzose Jean-François Remésy, der als einziger Spieler unter Par blieb. Weitere Turniere fanden nicht mehr statt.

## Siegerliste
| Jahr | Sieger               | Land       | Ergebnis |
| ---- | -------------------- | ---------- | -------- |
| 1999 | Jean-François Remésy | Frankreich | 286 (−2) |